# Ciclone Nargis
A tempestade ciclônica muito severa Nargis (designação do JTWC: 01B; também conhecido simplesmente como ciclone Nargis) foi um intenso ciclone tropical que causou o pior desastre natural na história de Mianmar. Nargis é o ciclone tropical dotado de nome que provocou mais mortes na bacia do Oceano Índico norte. Considerando-se todo o mundo, Nargis é o segundo ciclone tropical dotado de nome em número de mortos, somente atrás do tufão Nina, em 1975. Nargis formou-se em 27 de Abril durante a temporada de ciclones no Oceano Índico norte de 2008 e causou intensa devastação ao longo do delta do rio Irauádi, em Mianmar, uma das áreas mais densamente povoadas do mundo. O governo mianmarense declarou cinco regiões, as divisões de Yangon, Ayeyarwady e Bago e os estados de Mon e Kayin, como áreas de desastre. Nargis é o primeiro ciclone tropical da temporada de ciclones no Oceano Índico norte de 2008.
O ciclone tropical formou-se no sudeste do Golfo de Bengala em 27 de Abril de 2008, a aproximadamente 750 km a lés-sudeste de Chennai, sudeste da Índia, locomovendo-se inicialmente para noroeste. No entanto, Nargis começou a seguir para leste e posteriormente para nordeste e lés-nordeste, intensificando-se gradualmente, até que em 1 de Maio, o ciclone Nargis intensificou-se rapidamente, atingindo o pico de intensidade com ventos máximos sustentados de 215 km/h, intensidade equivalente a um furacão de categoria 4 na escala de furacões de Saffir-Simpson, antes de se enfraquecer ligeiramente e atingir a costa de Mianmar com ventos de 195 km/h. Nargis cruzou todo o delta do rio Irauádi antes de seguir para nordeste e se dissipar na região montanhosa da fronteira entre Mianmar e Tailândia.
A maré de tempestade, de aproximadamente 3,5 metros de altura, causou danos severos nas regiões ao longo da costa mianmarense, causando devastação na região do delta do rio Irauádi, principalmente na agricultura. Segundo a junta militar que governa o país, até 8 de Junho, tinha-se confirmado 77.738 fatalidades, sendo que outras 55.917 pessoas ainda estavam desaparecidas. Além disso, outras 3 fatalidades foram relatadas em Sri Lanka durante os estágios iniciais do ciclone. Isso faz de Nargis o pior ciclone tropical desde o ciclone em Bangladesh em 1991 e o pior desastre natural desde o maremoto de 2004. Os prejuízos totais causados por Nargis são estimados em aproximadamente $10 bilhões de dólares, fazendo de Nargis o ciclone tropical que provocou mais perdas econômicas nesta região do mundo. Além disso, a intervenção da junta militar em se recusar inicialmente a ajuda internacional e a venda de donativos internacionais no mercado negro agravou a situação das vítimas, que chegam a 2,5 milhões de pessoas.

## História meteorológica

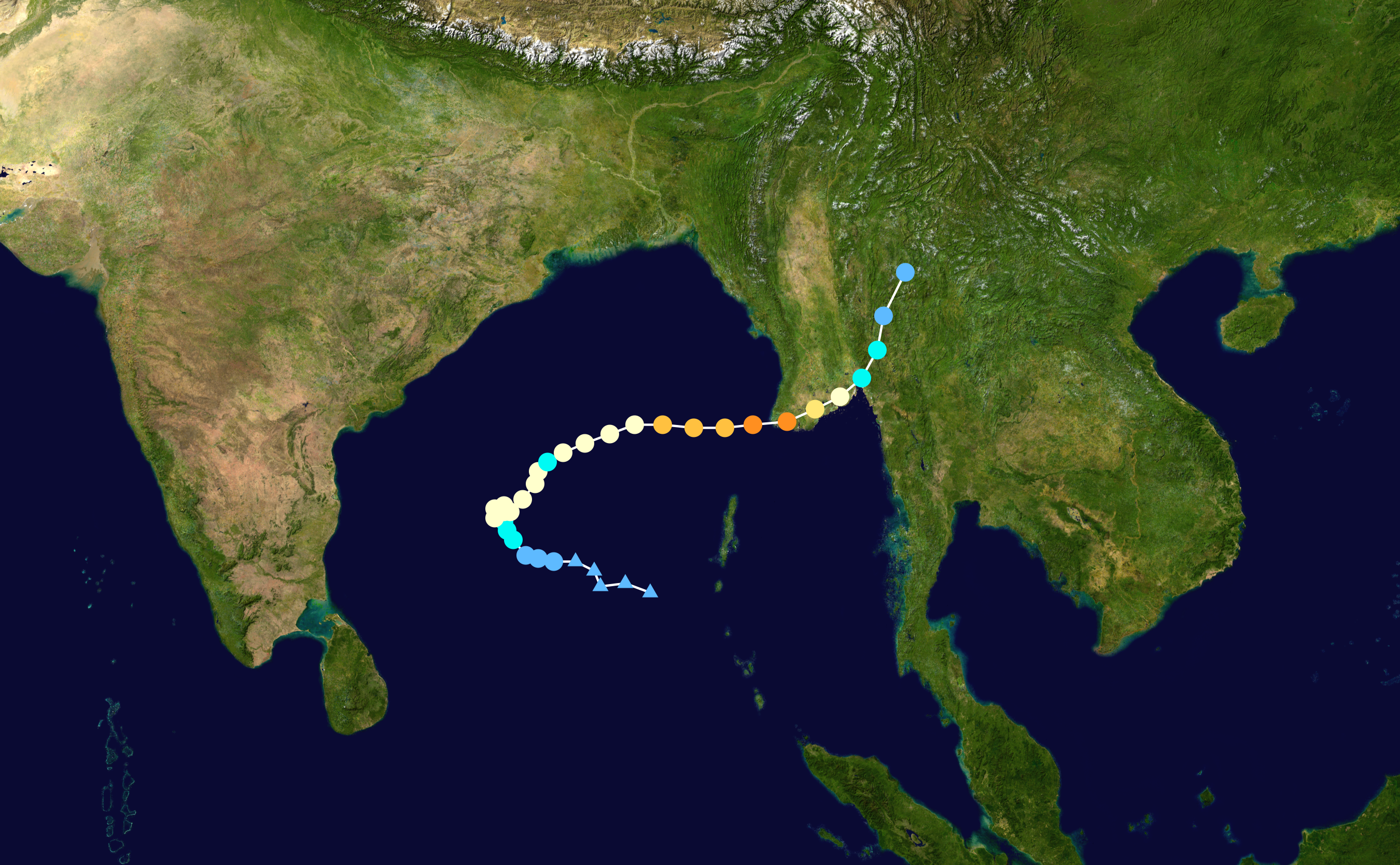
O caminho de Nargis

A área de convecção atmosférica que viria dar origem ao ciclone Nargis foi primeiramente notada em 22 de Abril sobre o mar de Andaman, a aproximadamente 500 km a sudeste de Port Blair, Ilhas Andaman. O Joint Typhoon Warning Center (JTWC), uma agência de monitoramento de ciclones tropicais que provê informações para as agências governamentais americanas, começou a monitorar o sistema como uma perturbação tropical em 25 de Abril. Segundo o JTWC, a perturbação apresentava um centro ciclônico de baixos níveis e áreas desorganizadas de convecção em volta desse centro. O JTWC notou também que a perturbação estava numa área com cisalhamento do vento baixo a moderado e com favoráveis divergências de altos níveis e seguia para oés-noroeste no lado meridional do eixo de um anticiclone de escala sinótica de altos níveis. Com condições favoráveis, a perturbação intensificou-se gradualmente e durante a manhã (UTC) de 27 de Abril, o JTWC emitiu um alerta de formação de ciclone tropical (AFCT) sobre o sistema, mencionando a possibilidade do sistema de se tornar um ciclone tropical dentro de um período de 24 horas. Praticamente ao mesmo tempo, o Departamento Meteorológico da Índia (DMI), o Centro Meteorológico Regional Especializado (CMRE) responsável pela monitoração de atividade tropical no Golfo de Bengala e Mar Arábico, começou a emitir boletins regulares sobre uma depressão sobre o Golfo de Bengala. Por volta das 16:00 (UTC) de 27 de Abril, o DMI classificou o sistema para uma depressão profunda, refletindo a intensificação da depressão. Praticamente ao mesmo tempo e assim que os ventos máximos sustentados alcançaram 65 km/h, o JTWC emitiu seu primeiro boletim regular sobre o ciclone tropical 01B. Segundo o JTWC, o ciclone deslocava-se inicialmente para nor-noroeste, seguindo pela periferia noroeste de uma área de alta pressão de baixos a médios níveis que estava a sudeste do sistema.
No começo da madrugada de 28 de Abril, com a contínua intensificação do sistema, o Departamento Meteorológico da Índia (DMI) classificou a depressão profunda como uma tempestade ciclônica e lhe atribuiu o nome Nargis, que foi submetido à lista de nomes de ciclones tropicais da bacia do Oceano Índico norte pelo Paquistão e refere-se ao gênero botânico Narcissus em urdu. Intensificando-se rapidamente, Nargis tornou-se uma tempestade ciclônica severa apenas 9 horas depois de ter se tornado uma tempestade ciclônica. Durante a tarde de 28 de Abril, um olho formou-se no interior das áreas de convecção do sistema. No começo da madrugada de 29 de Abril, Nargis se tornou uma tempestade ciclônica muito severa.

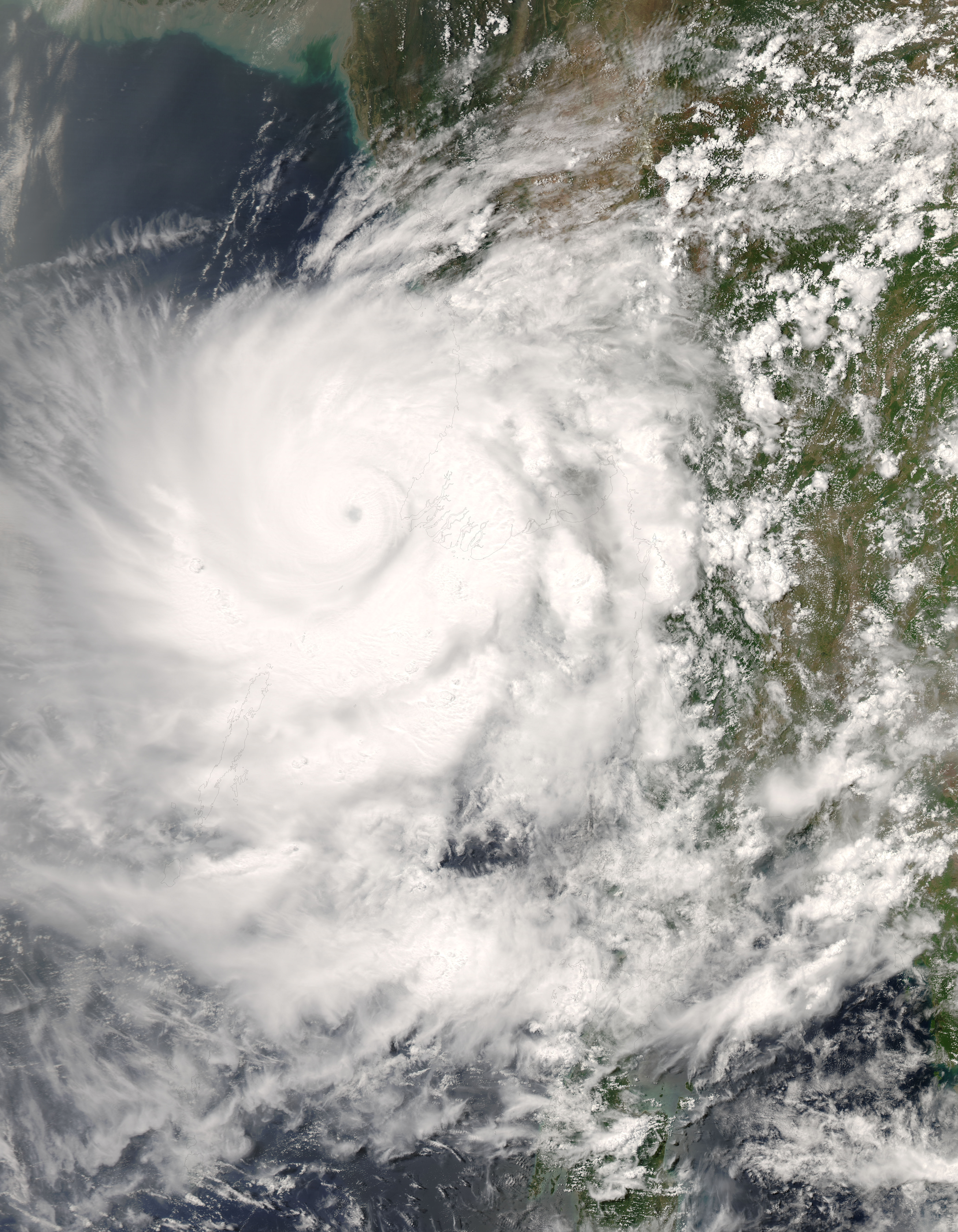
O ciclone Nargis próximo de atingir a costa de Mianmar em 1 de Maio

Durante a manhã de 29 de Abril, Nargis começou a se enfraquecer ligeiramente devido a interação de dois anticiclones de mesoescala, um sobre o ciclone tropical e outro mais ao leste, o que produziu uma área de convergência de altos níveis, desfavorável para o desenvolvimento do ciclone. A subsidência formada em associação com os anticiclones causou a perda de boa parte das áreas de convecção associadas a Nargis. Também, a intrusão de ar seco causou um enfraquecimento adicional do sistema. Ao mesmo tempo, Nargis começou a seguir para nordeste devido à influência da alta subtropical a sudeste do sistema. Mas os fatores desfarováveis à intensificação do sistema se dissiparam e Nargis voltou a se fortalecer a partir da madrugada (UTC) de 30 de Abril, sendo que novas áreas de convecção surgiram no interior do sistema. No entanto, a intensificação não ocorreu de forma rápida devido à presença de cisalhamento do vento moderado, provocado pelas correntes atmosféricas induzidas por um anticiclone a leste do sistema. No entanto, o sistema também não se enfraqueceu, já que a temperatura da superfície do mar estava ideal para a sustentação de ciclones tropicais e pela boa exaustão setentrional e ocidental de altos níveis associados ao ciclone.
A partir de 1 de Maio, Nargis começou a se intensificar-se rapidamente com a melhora da exaustão radial de altos níveis devido à aproximação de um cavado de médias latitudes. Um olho pequeno e irregular ficou visível em imagens de satélite no canal visível e o ciclone tropical atingiu seu pico de intensidade com ventos máximos sustentados de 215 km/h, intensidade equivalente a um furacão de categoria 4 na escala de furacões de Saffir-Simpson, e seu olho ficou mais bem definido, embora pequeno, com apenas 19 km de diâmetro.
Por volta do 12:00 (UTC) de 2 de Maio, Nargis fez landfall no Cabo Puriyan, região do delta do rio Irauádi, Mianmar. Durante a noite (UTC) de 2 de Maio, o Departamento Meteorológico da Índia desclassificou Nargis para uma tempestade ciclônica severa. No entanto, mesmo sobre terra, Nargis enfraquecia-se lentamente devido à proximidade com a costa. Durante a madrugada de 3 de Maio, o Departamento Meteorológico da Índia emitiu seu aviso final sobre o sistema. No entanto, o JTWC continuou a emitir avisos regulares sobre Nargis até a tarde daquele dia, quando o ciclone começou a seguir para nordeste como resposta à aproximação de um cavado de médias latitudes e pela rápida dissipação do ciclone sobre o terreno montanhoso na região fronteiriça entre Mianmar e Tailândia. O Laboratório de Pesquisas Navais da Marinha dos Estados Unidos continuou a seguir a área de baixa pressão remanescente de Nargis até a madrugada (UTC) de 4 de Maio, quando o sistema dissipou-se completamente sobre os terrenos montanhosos da região leste de Mianmar.

## Preparativos e impactos

### Sri Lanka e Índia

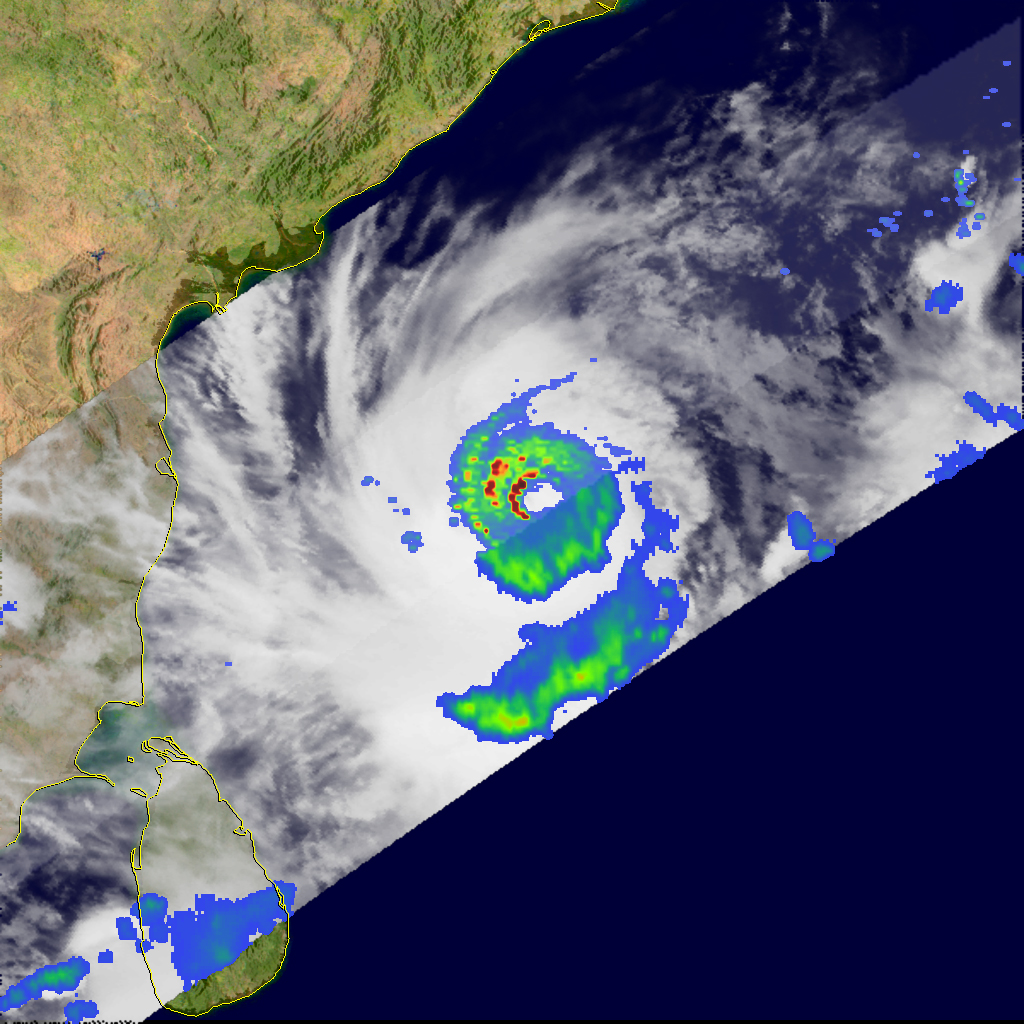
Imagem TRMM do ciclone Nargis sobre a porção oeste do Golfo de Bengala, mostrando a quantidade de chuva. As áreas em verde e vermelho mostram as tempestades mais intensas associadas ao ciclone.

No Sri Lanka, o ciclone produziu fortes chuvas, que levaram a enchentes e deslizamentos de terra sobre dez distritos no país. Os distritos de Ratnapura e Kegalle foram os mais afetados, onde mais de 3.000 famílias foram desalojadas. Milhares de residências foram inundadas, sendo que 21 foram destruídas. As chuvas deixaram 4.500 pessoas desabrigadas, e mais de 35.000 pessoas foram afetadas na ilha. Três feridos foram relatadas na ilha, além de duas mortes.
O Departamento Meteorológico da Índia recomendou aos pescadores a não navegarem no oceano durante a passagem de Nargis. Fortes ondas e rajadas de vento eram esperadas ao longo da costa de Andhra Pradesh e Tâmil Nadu, na Índia. Além disso, a influência do ciclone abaixou as temperaturas ao longo da costa da Índia, que tinha sido afetada por uma severa onda de calor.
Como originalmente se esperava que o ciclone atingisse áreas próximas a Bangladesh, as autoridades instruíram os fazendeiros locais a colherem a safra de arroz com urgência; naquele momento, o país estava passando por uma severa escassez de alimentos provocada pelo Ciclone Sidr, que atingiu o país em Novembro de 2007, além de enchentes no começo de 2008. Um impacto direto de Nargis em Bangladesh poderia resultar em safras perdidas devido aos fortes ventos.

### Mianmar

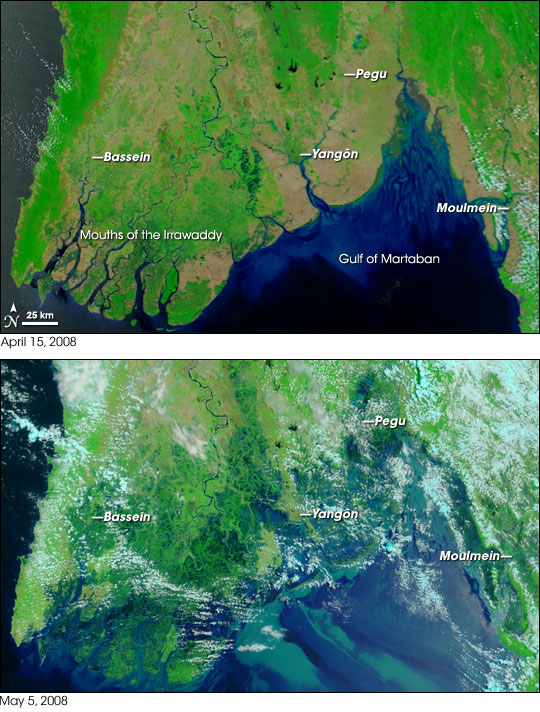
A região do delta do rio Irauádi antes e depois do ciclone

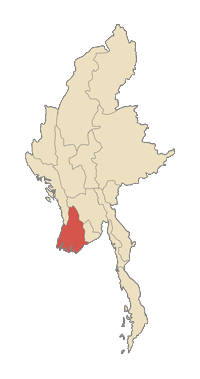
Ayeyarwady, a divisão de Mianmar mais afetada pelo ciclone

Em 12 de Maio, foram relatadas 31.938 fatalidades associadas à passagem do Ciclone Nargis sobre Mianmar. 29.770 continuam desaparecidos. Como resultado, o governo local declarou estado de emergência nas divisões de Yangon, Irauádi, Bago e os estados de Mon e Kayin. Somente na cidade de Bogalay, 10.000 pessoas morreram.
Assim que Nargis atingiu a região do delta do rio Irauádi, com ventos de até 250 km/h, vários estragos foram relatados. A tempestade derrubou árvores e destelhou construções. As estações de TV e rádio estatais ficaram fora do ar. O transporte público também foi atingido. A transmissão de informações detalhadas sobre os estragos do ciclone em Mianmar foi afetada, pois os sistemas de telefones e de Internet foram severamente danificados. Segundo relatos de populares, três mulheres morreram quando a embarcação onde elas estavam virou. A maior cidade e ex-capital do país, Yangon, foi severamente atingida pelo ciclone. O aeroporto local foi fechado, tendo os vôos domésticos sido desviados para a cidade de Mandalay.

## Ajuda internacional
Em 6 de maio, o governo birmanês pede ajuda formalmente às Nações Unidas.
As nações listadas abaixo doaram dinheiro, alimentos e remédios as vítimas do ciclone em Mianmar.:
- Austrália: AUD$3 milhões;[36]
- Brasil: Telhas de zinco para telhados, barracas de lona e itens de primeiros socorros;[37]
- Canadá: US$2 milhões
- China: US$1 milhão em medicamentos, e comida;
- Dinamarca: US$103 600
- Espanha: US$775 000 em alimentos;
- Estados Unidos: US$3,25 milhões
- França: US$775 000;
- Índia: 8 toneladas comida, etc.;
- Indonésia: US$1 milhão em comida e medicamentos;
- Irlanda: US$1,5 milhão;
- Israel: US$100 000, em comida e medicamentos, arrecadado por empresas privadas;
- Noruega: US$1,96 milhão;
- Reino Unido: £5 milhões (US$9,9 milhões)[38]
- Chéquia: US$154 000
- Singapura: US$200 000;
- Suécia: Em materiais de construção;
- Suíça : US$475 000;
- Tailândia: US$100 000, em comida e medicamentos;[39]